# Bpm:tv
bpm:tv était une chaîne de télévision canadienne de langue anglaise spécialisée numérique de catégorie B appartenant à Stornoway Communications, avec une programmation dévouée à la danse, la culture et la mode dans les clubs, ainsi que la musique électronique dont le House, Techno, Eurodance et le Trance. Lancée le 7 septembre 2001, elle a mis fin à ses activités le 1er juin 2015.

## Histoire
Après avoir obtenu une licence sous le nom de The Dance Channel en 2000, la chaîne est entrée en ondes le 7 septembre 2001 sous le nom de bpm:tv.
Entre 2001 et 2012, des compilations de musique électronique Dance with Attitude et Dance 20xx ont été mises en marché,.
Devant l'utilisation croissante d'internet pour visionner des vidéoclips, une baisse des abonnements et des revenus publicitaires, le refus de distribution par Shaw Direct (qui alimente quelques câblodistributeurs indépendants) et le retrait de la chaîne du satellite de Bell Canada, la chaîne a cessé toute production et congédié tout le personnel à la fin juin 2014 pour fermer définitivement à la fin mai 2015.

## Programmation
La majorité de la programmation de bpm:tv était constituée d'émissions basées sur des vidéoclips. Les autres émissions présentées sont des entrevues avec des artistes de l'heure, des émissions pour apprendre à danser, le style de vie dans les clubs, et beaucoup plus.

## Émissions
- 60 bpm (2008-2009)
- Afterdark
- Back @ Ya!
- Baker & Becker
- Blender
- bpm:tv Nightlife
- bpm:tv presents…
- bpm Spotlight
- Cheez Viz (2008-2009)
- Chill Out
- Club Fashion
- Dance Files
- Dance Moves (2001-2010)
- Dance Recall
- Dekadance
- DiscoMix
- electronica
- Erotic Star
- EuroMix
- First Dance (2007-2010)
- Foreign Flo
- French Connection
- Friday Night Dance Party
- Get Up N Dance
- Hip Hop Nation
- Hot 20 Dance Chart
- Hot 20 Recall (2008-2009)
- HouseMix
- Live Sessions
- London Live
- Karaoke High (en) (2007-2010)
- MC Mario's Mixdown (2004-2009)
- Mix of Nations
- Mixmasters
- Nubeatz
- Peak Hour
- Planet Rock Profiles
- Remix Remade Remodeled
- Rewind (Hot 20)
- Room 208
- Saturday Night Dance Party
- Spincycle
- The Ultimate (2008-2010)
- Top 100 Gay Anthems
- TranceMix
- The Underground
- Urban Groove
- Video Killed the Radio Star
- Viewer Top 10
- Wildlife
- Xtendamix

## Animateurs
- Jorie Brown
- Marie Cauchon
- Scott Fox
- Aminder Gill
- Dalton Higgins
- Patricia Jaggernauth
- Louie Lavella
- A.J. Leitch
- MC Mario
- DJ Marky D
- Simone Maurice
- Vishanti Moosai
- Joy Olimpo
- Cinar Onat
- Miss Raquel
- Adam Rodness
- Jeff Rustia (en)
- Chris Sheppard (en)
- Aliya Jasmine Sovani (en)
- Kaley Tate
- Joanne Vrakas